# Ротницкий, Арий Давидович
Арий Давидович Ротницкий (28 августа 1885, Тула — 9 сентября 1982, Москва) — российский и советский деятель педагогики и культуры.

## Биография
Сын тульского предпринимателя Давида Арьевича Ротницкого, торговца углем. Учился в Тульском реальном училище.
С 1907 года возглавлял на общественных началах комиссию детских развлечений Тульского отдела Российского общества охранения народного здравия. На этом посту организовал экскурсию почти 800 детей тульских рабочих в Ясную Поляну в гости ко Льву Толстому 8 августа (26 июля ст.ст.) 1907 года. Дети купались в реке и пили чай, Толстой «сам завязывал им бантики, показывал им разные гимнастические упражнения, проделав их с детьми сам, и всё время дружелюбно и с любовью разговаривал с детьми и руководителями». По приглашению Толстого через несколько дней, 12 августа (30 июля), вновь прибыл в Ясную Поляну, чтобы рассказать писателю о жизни тульских детей. Городские власти начали преследование организаторов поездки, поскольку Толстой считался подозрительной личностью, однако после заступничества крупного тульского предпринимателя Дмитрия Шемарина оно было прекращено. Об этих событиях Ротницкий в 1974 г. опубликовал мемуарный очерк.
Осенью 1908 г. организовал в Туле первую детскую библиотеку. Продолжал работать в области дошкольного детского образования и воспитания. После Октябрьской революции занимался организацией в Туле детских садов, в 1918—1920 гг. открыл их 19, занимался также детскими библиотеками, клубами, летними лагерями.
С 1923 г. в Москве, первоначально работал учителем начальных классов показательной школы Наркомпроса, позднее в Московском обществе драматических писателей и композиторов и Всероссийском обществе драматургов и композиторов — организациях, занимавшихся вопросами авторского права. Затем был привлечён к организации бытовых аспектов жизни советских писателей. В ходе Первого съезда советских писателей отвечал за питание участников съезда. По собственным воспоминаниям Ротницкого, следил за тем, «чтобы всё, что отпускалось писателям, попадало в котёл, и чтоб их кормили хорошо, чтобы считались с их вкусами, чтобы выполняли их заказы… чтобы не кормили посторонних». Одновременно с этим завёл альбом для писательских автографов, собрав за время съезда записи 146 писателей (альбомы Ротницкого хранятся в Государственном архиве литературы и искусства).
После съезда работал в учреждённом в 1934 г. Литературном фонде СССР. В годы Великой Отечественной войны в эвакуации в Андижане. По возвращении вновь сотрудник Литфонда и Центрального дома литераторов. Занимался вопросами помощи больным и старым писателям, организацией писательских похорон. Константин Ваншенкин описывает его как «не меняющегося внешне, розового вежливого старичка с голой головой и серебряной бородкой», обладателя «необыкновенных связей, знаний и умения в мире кладбищ, моргов, катафалков, мастерских по изготовлению надгробий».

## Награды
- Медаль «За трудовое отличие» (28 октября 1967 года) — за заслуги в развитии советской литературы и активное участие в коммунистическом воспитании трудящихся[10].

## Семья
- Первая жена — Ида Абрамовна Ротницкая (1888—1930)
- Вторая жена — Любовь Моисеевна Глезер-Ротницкая (1886—1957).
- Третья жена — Анна Львовна Ротницкая (1898—1992), корректор.